# Санта-Кроче (Флоренція)
Санта-Кроче — базиліка в місті Флоренція (італ. Santa Croce, тобто церква Святого Хреста). Не плутати з однойменною Санта-Кроче ін Джерусалеме, що знаходиться в Римі.

## Історія
За церковною легендою, церкву заснував Франциск Ассізький. Він помер у 1226 році, а церква згадана в документах за 1229 рік. Зафіксовано початок нових будівельних робіт 12 травня 1294 року, тобто це була перебудова, ймовірно, за проектом архітектора Арнольфо ді Камбіо.
Це була одна з багатьох перебудов церкви, яка зберегла її готичний характер. Вікна прикрашені вітражами. Над оздобами церкви працювало декілька поколінь майстрів Флоренції різних мистецьких епох: Джотто, Андреа Орканьї, Донателло, Таддео Гадді, Джорджо Вазарі, Бенедетто да Майано. Останній зробив рельєфи зі сценами життя Франциска Ассізського на кафедрі.

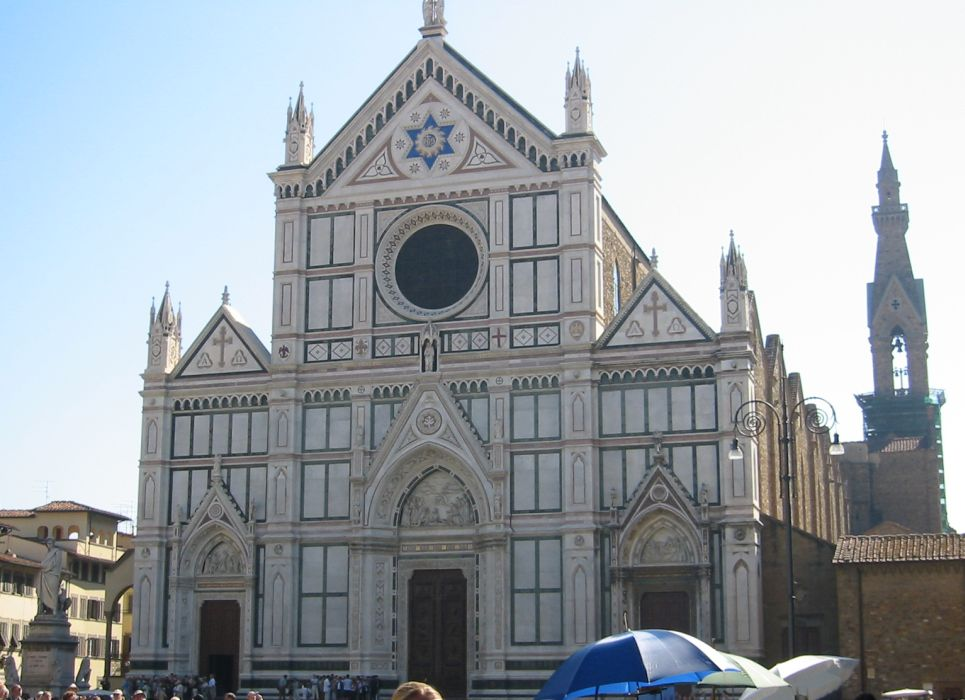
Фасад Санта Кроче.
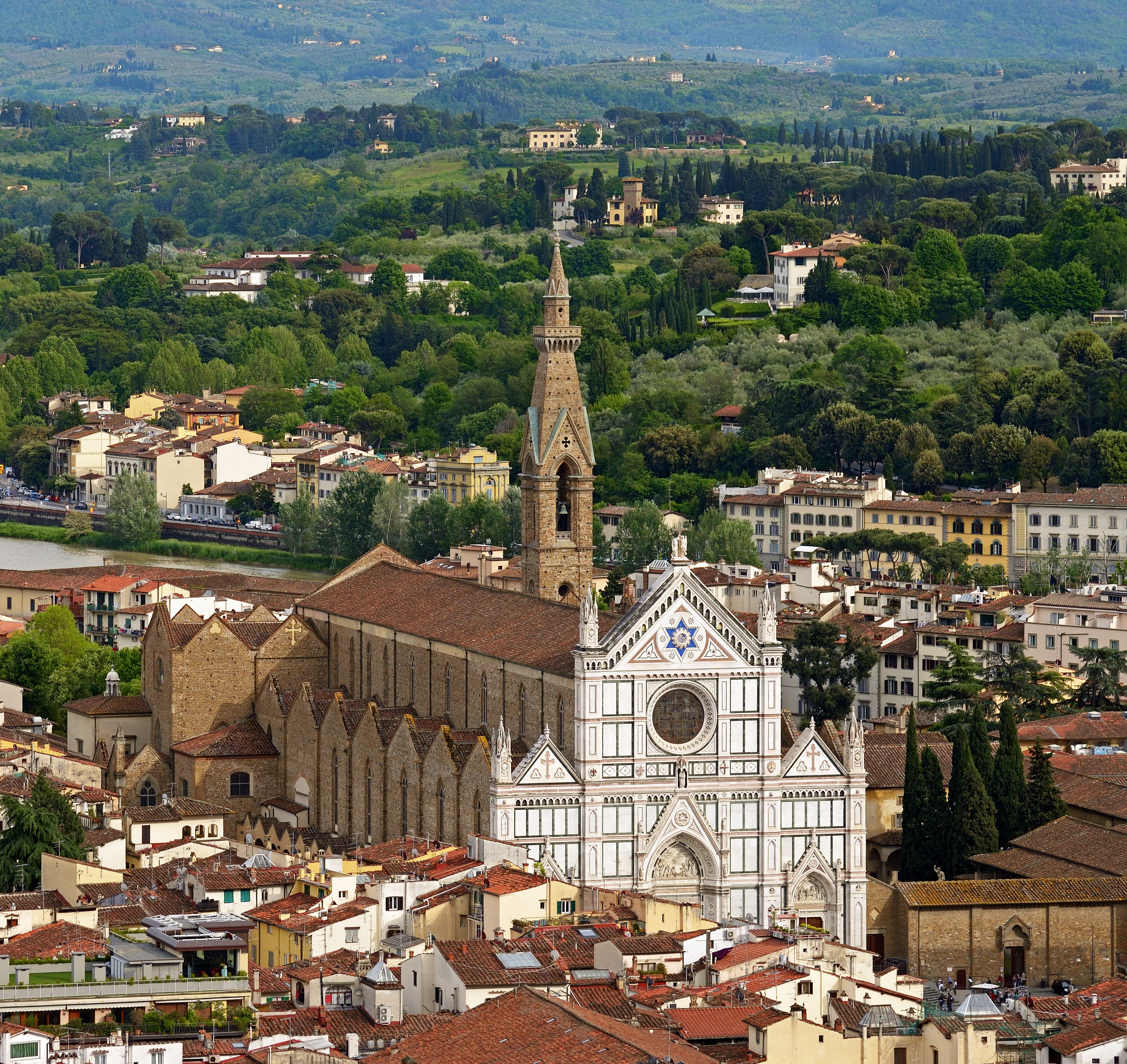
Погляд на базиліку з Башти Джотто
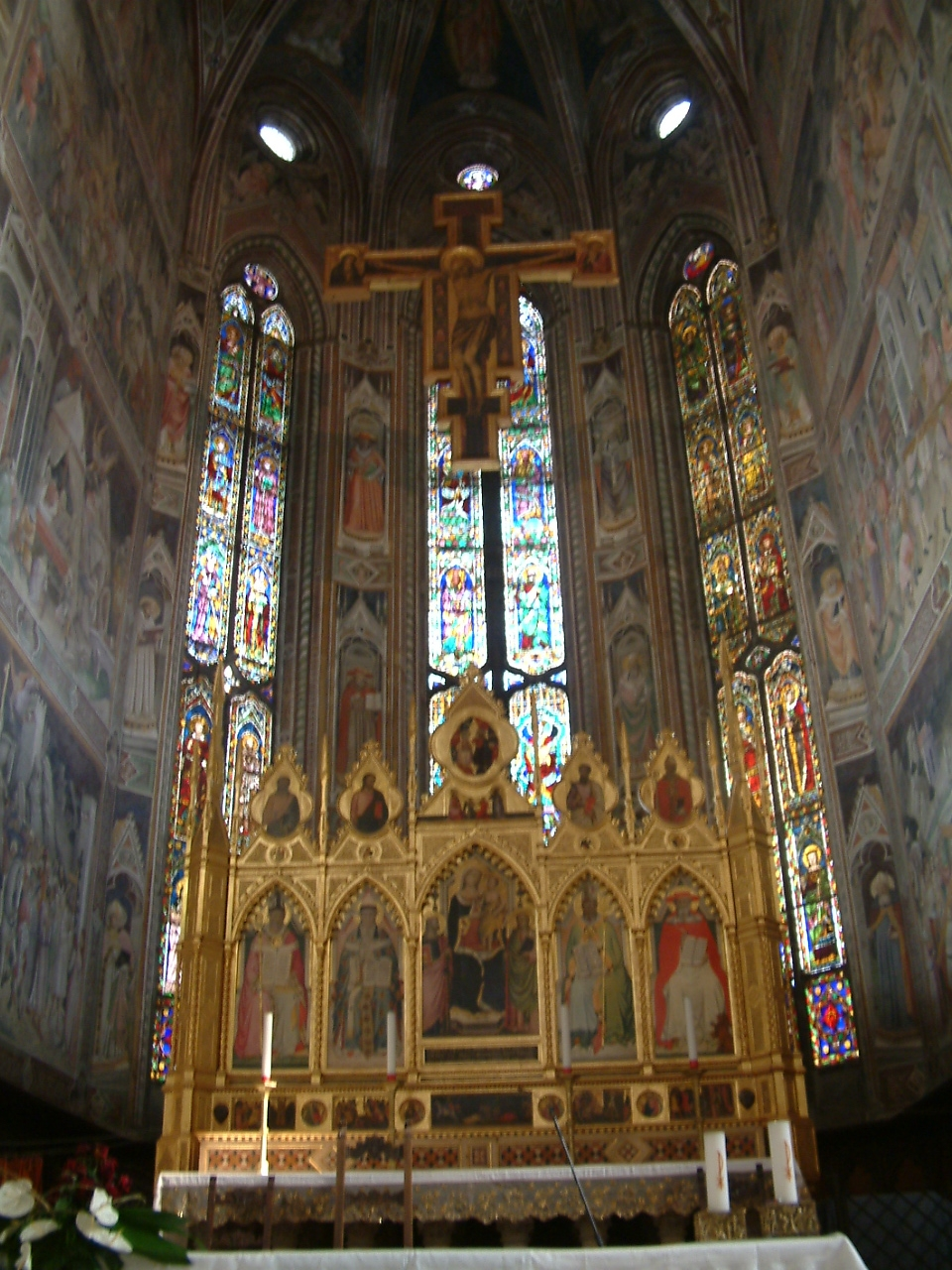
Вівтар в Санта Кроче.
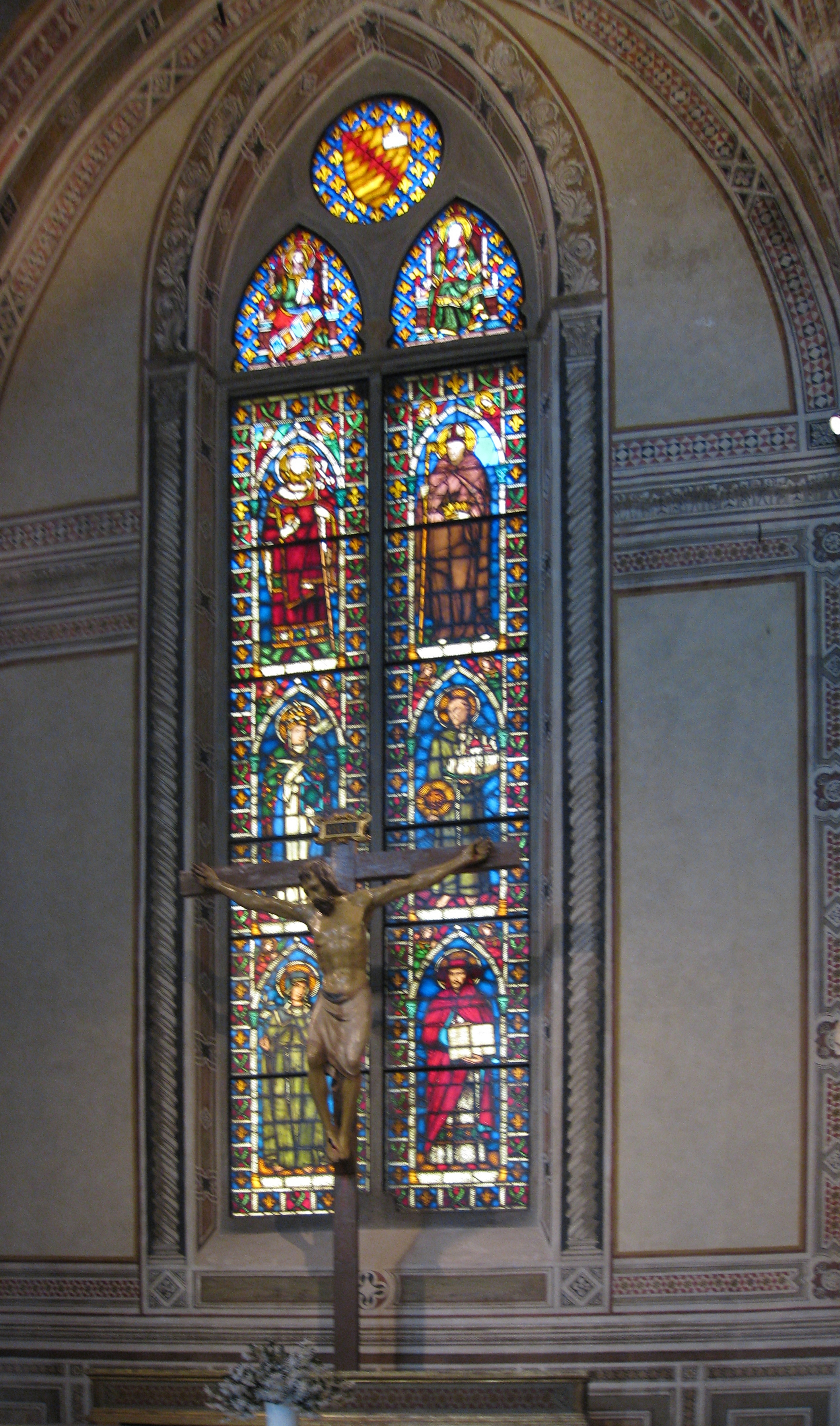
Один з вітражів церкви Санта Кроче.
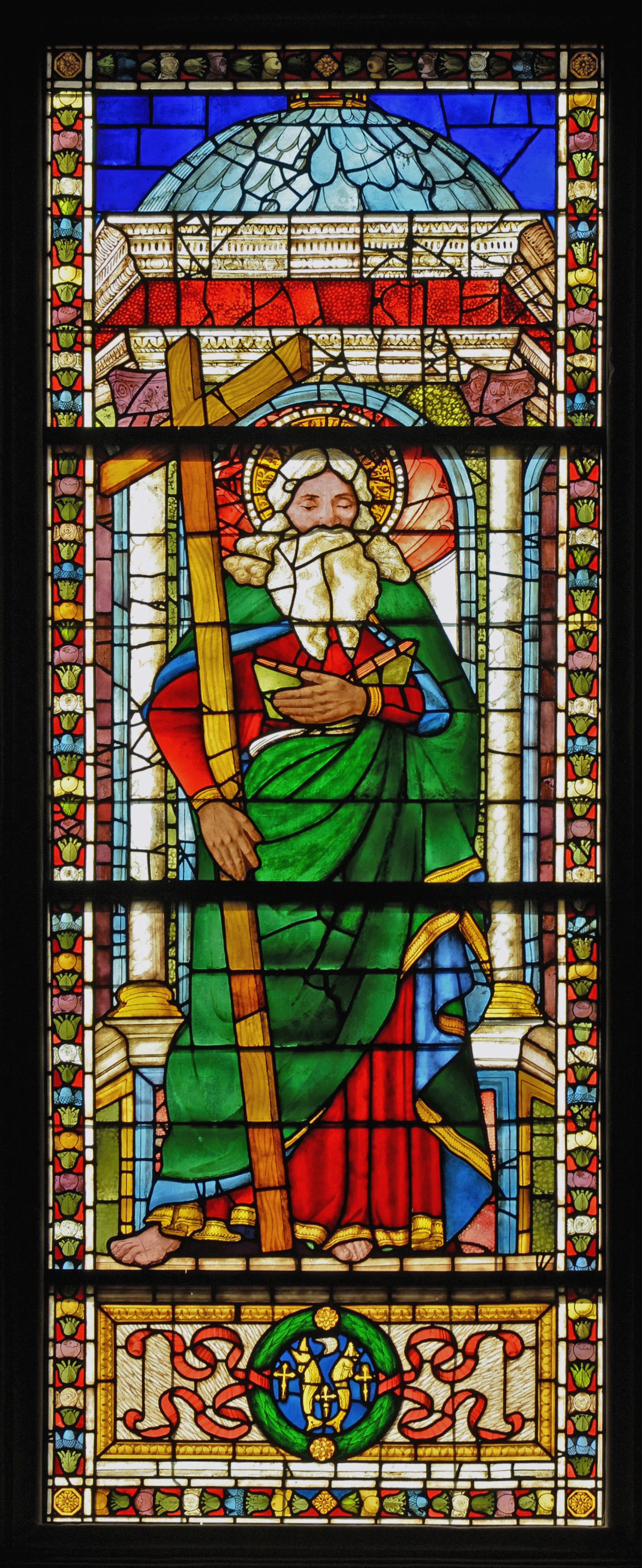
Вітраж зі Св. Андрієм в Капелі Пацці (Capella Pazzi)
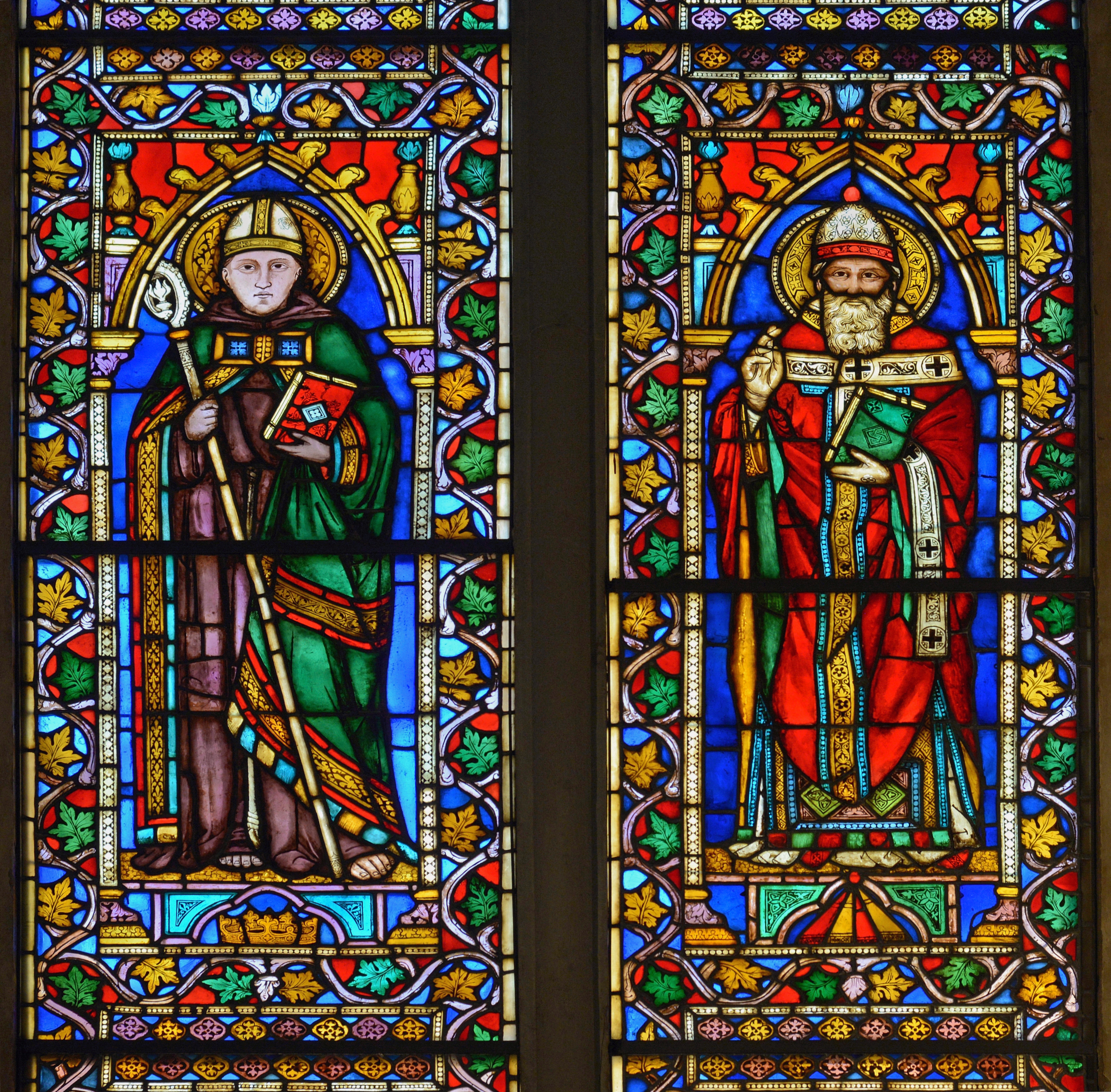
Центральна частина вітражу Тадео Гадді в Капелі Барончеллі

## Санта Кроче
Тут поховані:
- Альберті Леон-Баттіста, архітектор, теоретик мистецтва
- Вітторе Альфьєрі, поет
- Галілео Галілей, видатний вчений
- Мікеланджело, геніальний скульптор
- Кенотаф Нікколо Макіавеллі, політик і письменник
- Джоакіно Россіні, композитор
- Міхал Огінський, польський політик, композитор
- Кенотаф Данте, поета — вигнанця з Флоренції

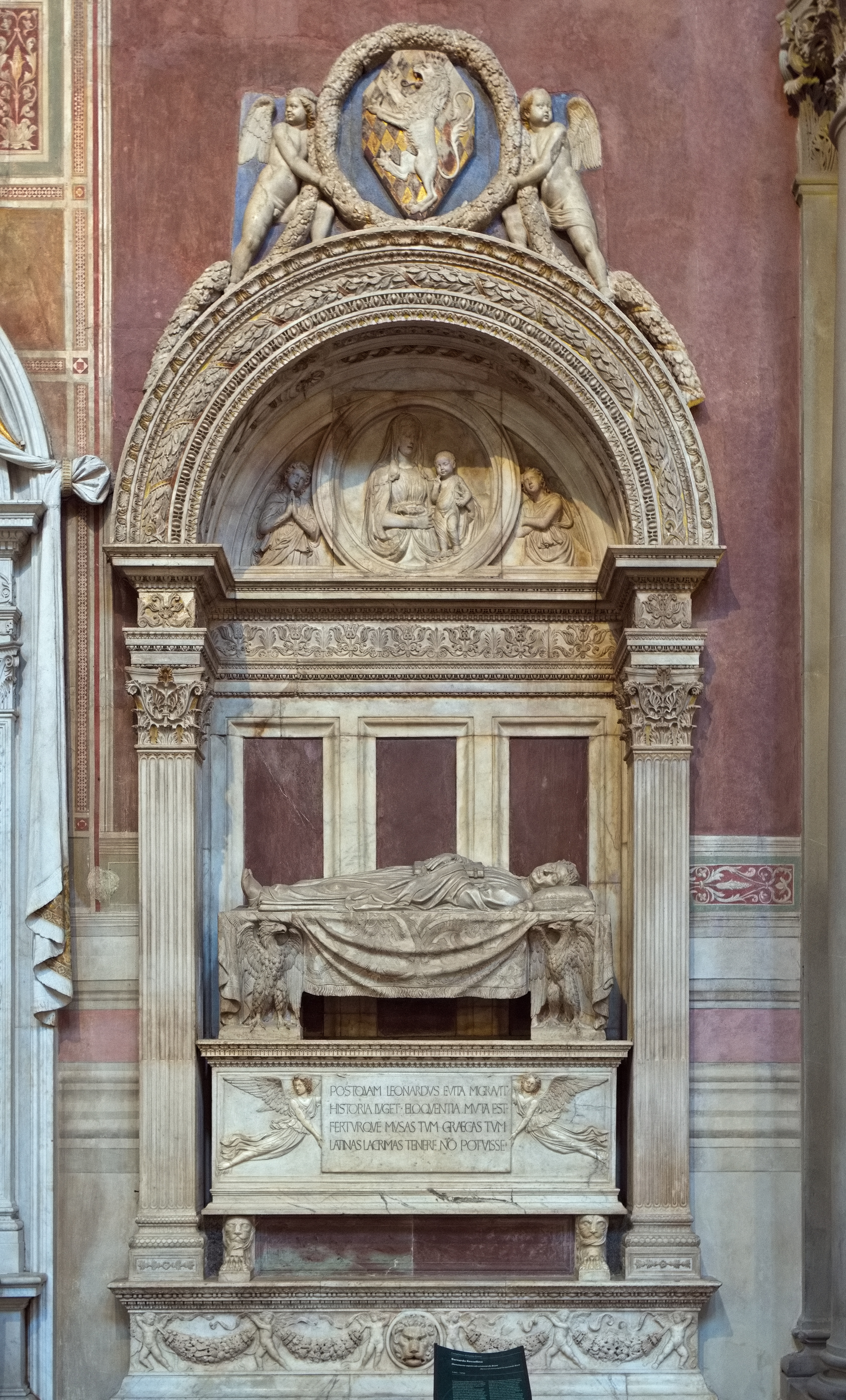
Bernardo Rossellino, Monumental tomb for Leonardo Bruni, 1445–50
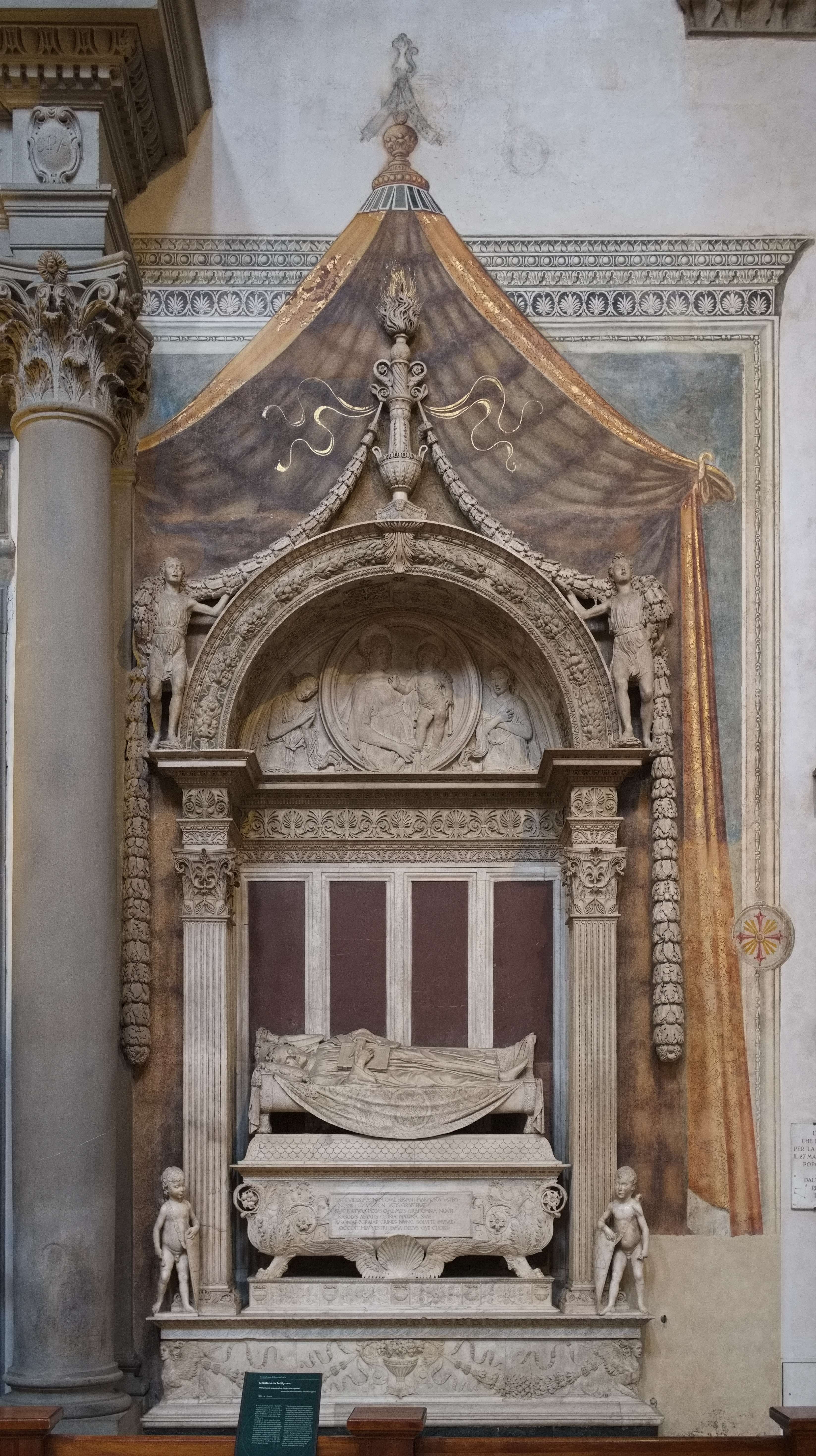
Desiderio da Settignano, Memorial Tomb for Carlo Marsuppini, 1453–55
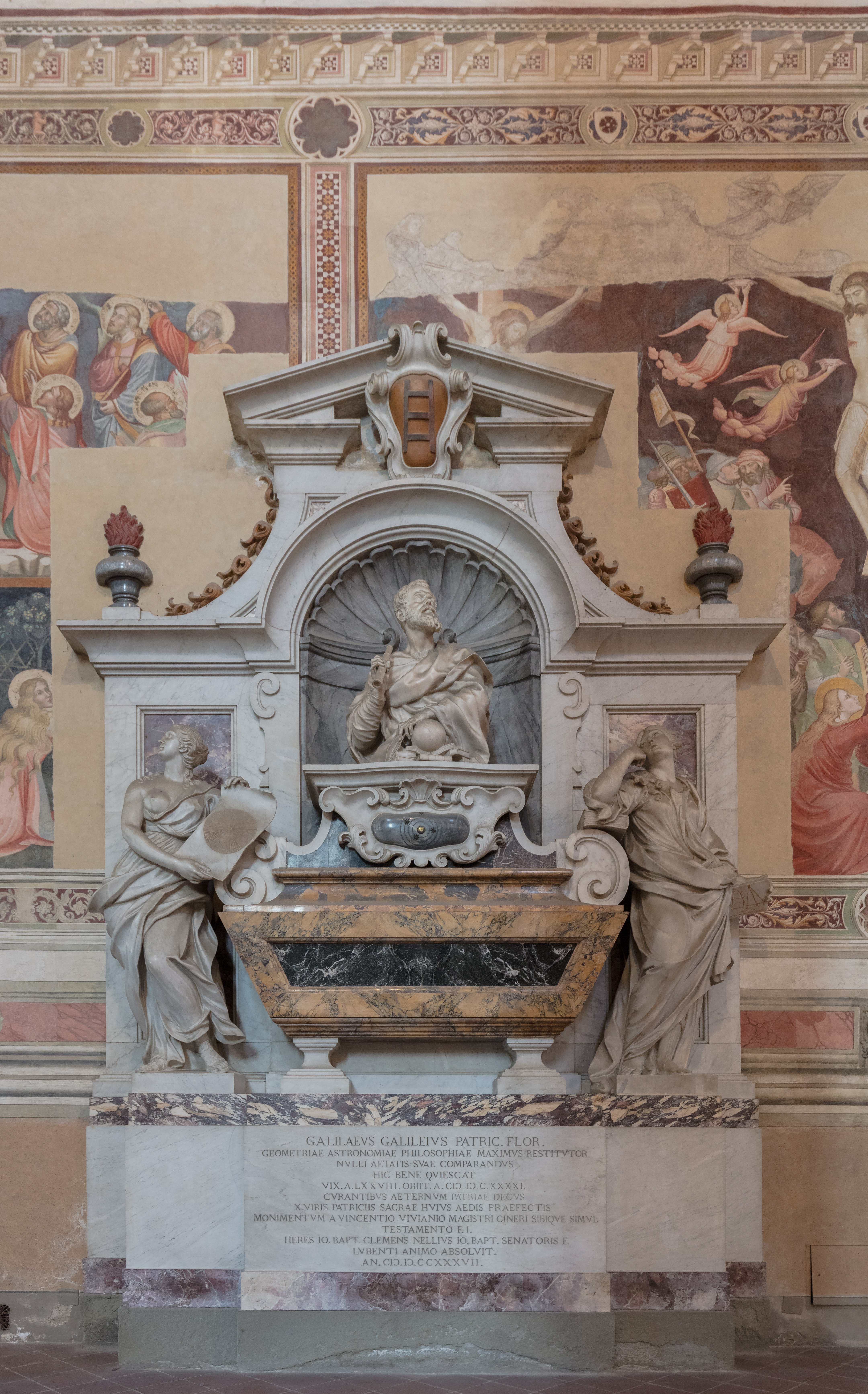
Galileo's tomb
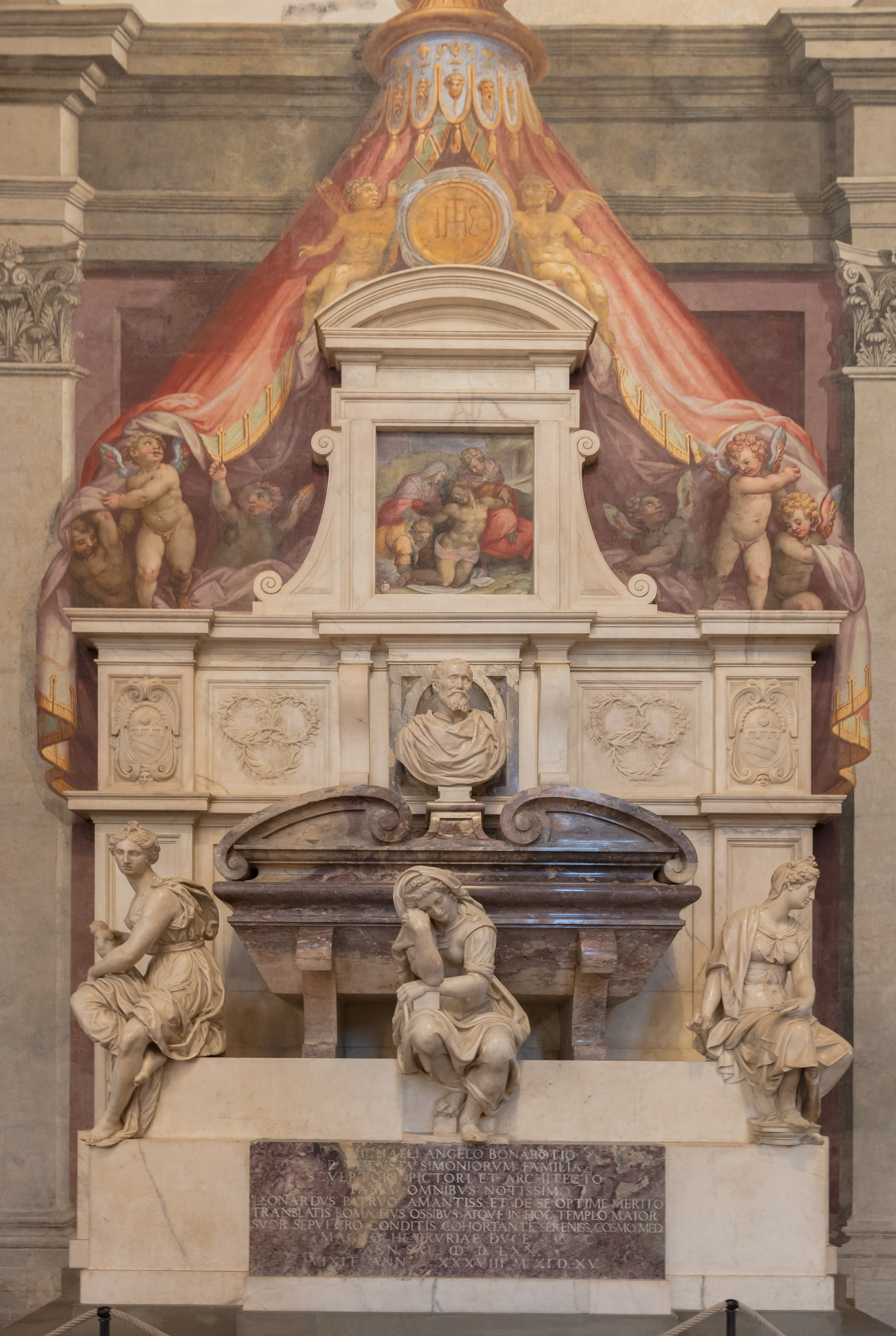
Michelangelo's tomb
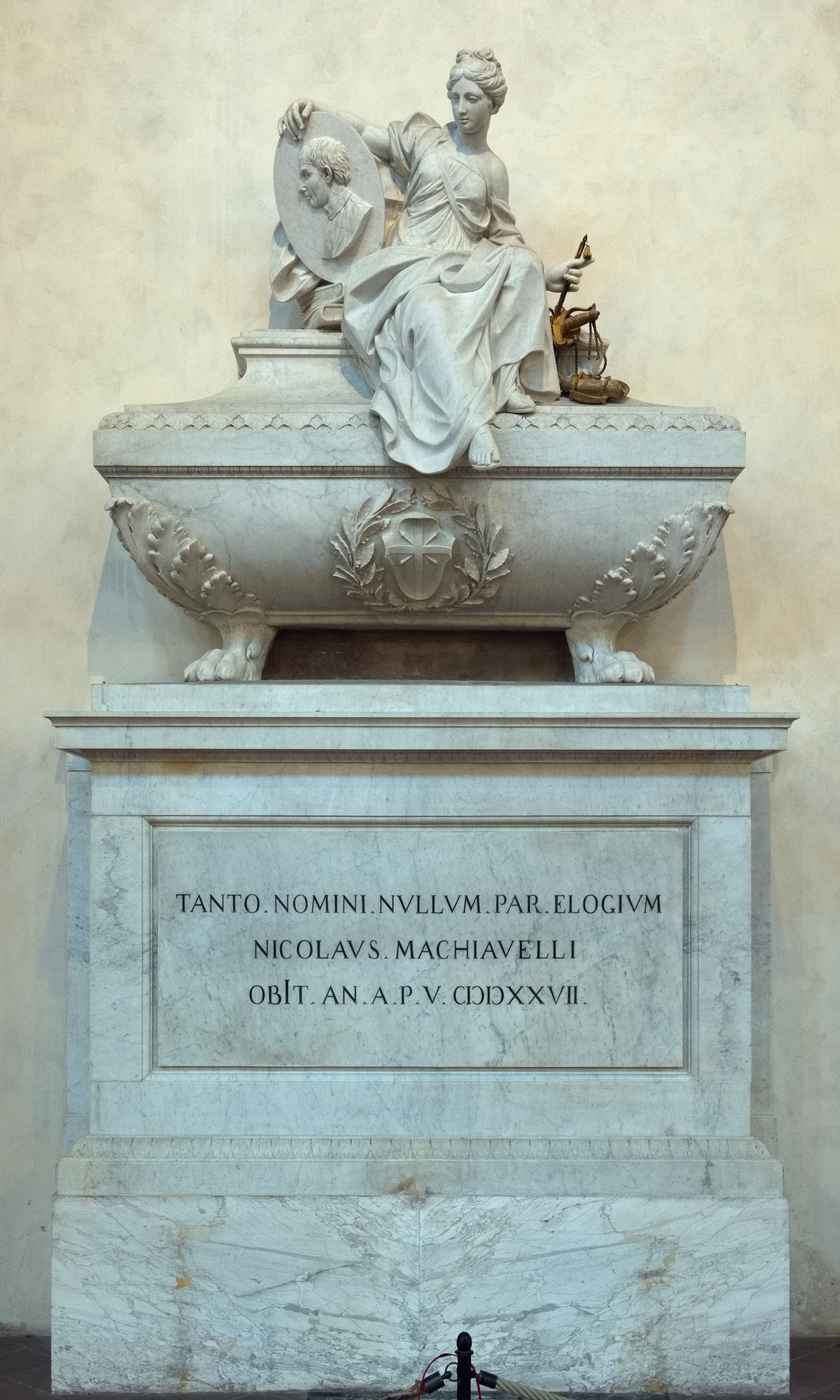
Innocenzo Spinazzi, Monumental tomb of Niccolò Machiavelli, 1787
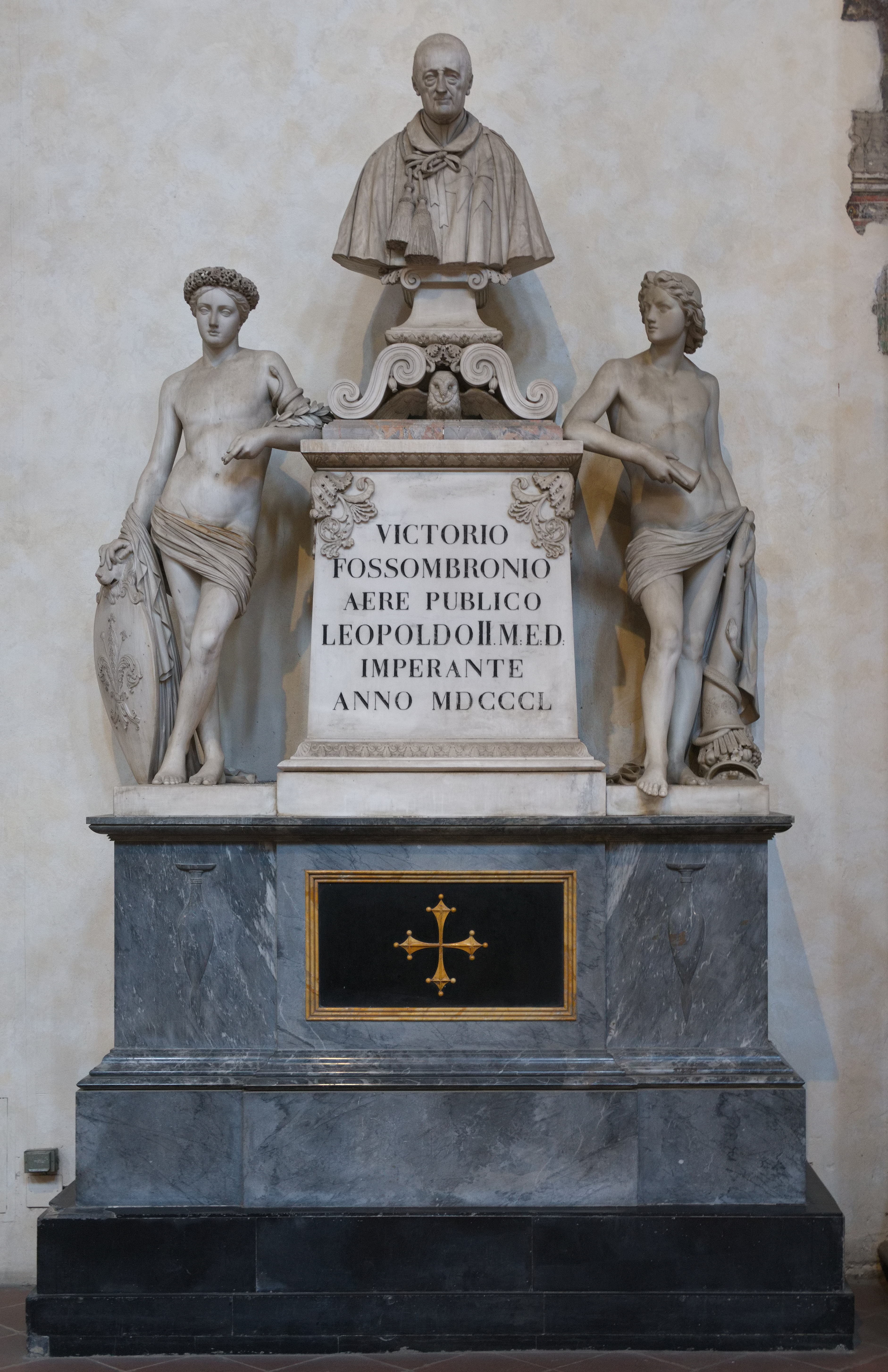
Memorial tomb of Vittorio Fossombroni (1754–1844), Santa Croce, Florence
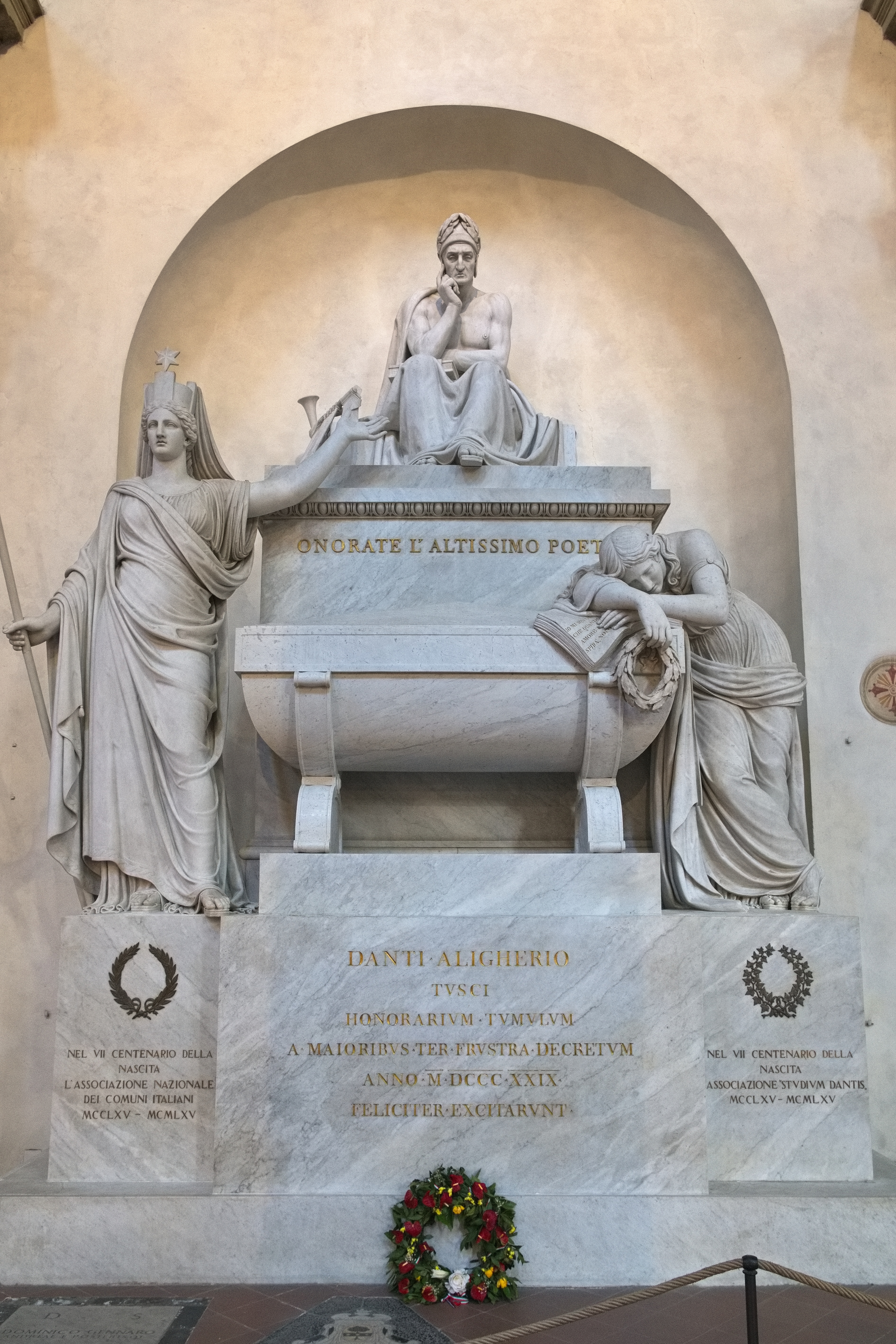
Cenotaph for Dante, 1829